# UFC on Fox: Holm vs. Shevchenko
UFC on Fox: Holm vs. Shevchenko (también conocido como UFC on Fox 20) fue un evento de artes marciales mixtas celebrado por Ultimate Fighting Championship el 23 de julio de 2016 en el United Center, en Chicago, Illinois, USA.

## Historia
El evento estelar contó con el combate del peso gallo femenino entre Valentina Shevchenko y Holly Holm.
El evento coestelar contó con el combate entre Edson Barboza y Gilbert Melendez.